# Achille Nodari

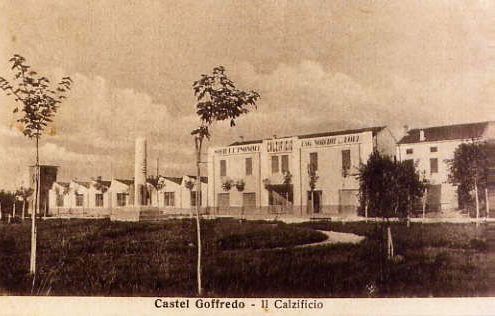
Castel Goffredo, Calzificio NO.E.MI. nel 1925-1930.

Achille Alessandro Riccardo Nodari (Castel Goffredo, 23 marzo 1878 – Castel Goffredo, 1946) è stato un ingegnere e imprenditore italiano, pioniere nell'industrializzazione dell'area che diventerà poi famosa come Distretto delle calze di Castel Goffredo.

## Biografia
Fu un proprietario terriero e nel 1925 impiantò a Castel Goffredo, assieme ai fratelli Delfino ed Oreste Eoli lo storico primo calzificio che si chiamò NO.E.MI., sigla dei cognomi dei fondatori con l'aggiunta delle iniziali di Milano, sede amministrativa dell'azienda, destinato a segnare la storia dell'industria e dell'economia locale.
Il Calzificio NO.E.MI fu "la culla della cultura tecnico-imprenditoriale di Castel Goffredo".
Negli anni Cinquanta l'azienda, entrata in difficoltà quando la moda impose calze più economiche senza la riga, cominciò ad affidare all'esterno alcuni prodotti dando vita ad una gemmazione industriale: un laboratorio in ogni casa.
Ricoprì la carica di sindaco di Castel Goffredo per tre mandati: dal 1923 al 1927, dal 1928 al 1930 e dal 1934 al 1938.
Morì a Castel Goffredo all'età di 68 anni.